# Österreichisches Staatsarchiv

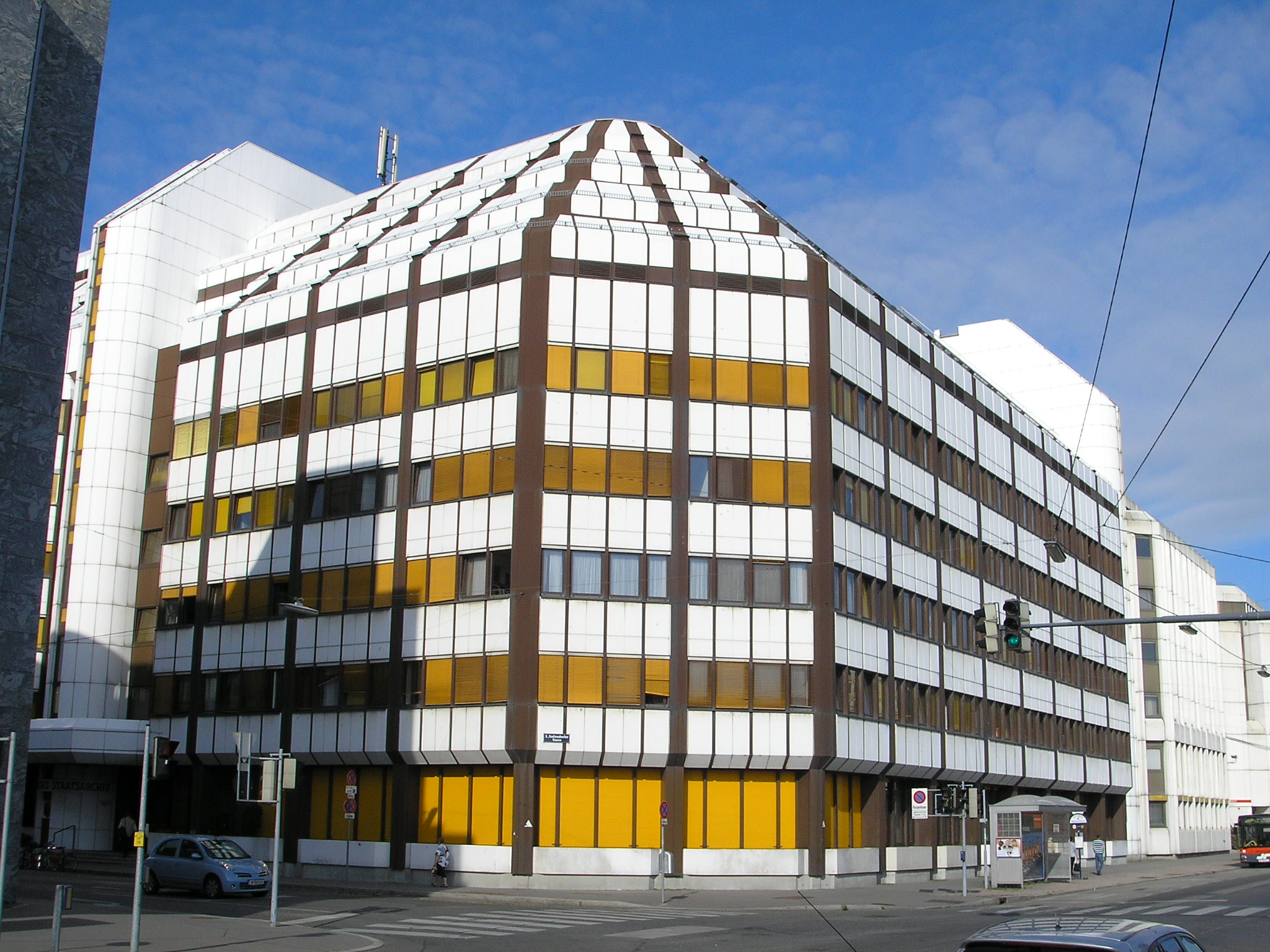
Zentralarchivgebäude des Österreichischen Staatsarchivs, in der Nottendorfer Gasse 2 in Wien 3 (Bundesamtsgebäude Erdberg)

Das Österreichische Staatsarchiv (ÖStA) in Wien ist das zentrale Archiv der Republik Österreich. Es verwahrt auf Grundlage des Bundesarchivgesetzes das Archivgut des Bundes. Die Aufgaben des Österreichischen Staatsarchivs sind darin wie folgt beschrieben: Erfassen, Übernehmen, Verwahren, Erhalten, Instandsetzen, Ordnen, Erschließen, Verwerten und Nutzbarmachen von Archivgut des Bundes für die Erforschung der Geschichte und Gegenwart, für sonstige Forschung und Wissenschaft, für die Gesetzgebung, Rechtsprechung, Verwaltung sowie für berechtigte Belange der Bürger. Für Archivbestände können Sperrfristen von bis zu 110 Jahren gelten.
Soweit es sich bei den Archivalien um Denkmale handelt, ist gemäß Denkmalschutzgesetz das Österreichische Staatsarchiv an Stelle des Bundesdenkmalamtes auch für den Denkmalschutz zuständig.

## Geschichte
Die Vorgeschichte des staatlichen Archivwesens in Österreich fing 1502 an, als Maximilian I. befahl, in Wien eine geordnete Sammlung von Dokumenten anzulegen. Als Archivar wurde Johannes Cuspinian eingesetzt. Der Befehl von Maximilian I. wurde nur teilweise verwirklicht. Der Ursprung des Österreichischen Staatsarchivs geht auf das Jahr 1749 zurück, als Kaiserin Maria Theresia im Zuge einer Reform der Verwaltung ein Geheimes Hausarchiv einrichtete. Als eigentliches Gründungsdokument des Haus-, Hof- und Staatsarchivs gelten die „Ohnmaßgebigisten Reflexiones und underthänigste Anfragen die Errichtung des kaiserlich-königlichen Geheimen Hausarchivs betreffend“, die Theodor Anton Taulow von Rosenthal Maria Theresia im Sommer 1749 unterbreitet hatte. Die Gründung stand im Zusammenhang mit der neuen, zentralisierten Verwaltung, die auch ein eigenes Archiv benötigte. Aus anderen Zentren der Verwaltung wie Prag, Graz oder Innsbruck wurden Dokumente nach Wien geschafft.
Bei der geschichtlichen Betrachtung ist zu beachten, dass es schon früher Archive und Dokumentensammlungen gegeben hat, deren Inhalt in das neue Archiv einflossen.
Im 19. Jahrhundert wurde dann der Name Haus-, Hof- und Staatsarchiv üblich.
1951 kam es zu einem Skandal, weil Heinz Grill, Archivar im Haus-, Hof- und Staatsarchiv, über Jahre hinweg Gold- und Silberbullen gestohlen und an Metallhändler verkauft hatte („Affäre Grill“).

## Die Archivabteilungen
Das moderne Österreichische Staatsarchiv gliedert sich in mehrere Abteilungen:

### Archiv der Republik
Das 1983 gegründete Archiv der Republik ist die jüngste Archivabteilung. Es ist Zentrum der zeitgeschichtlichen Forschung in Österreich und archivisch für die Bewertung, Skartierung, Übernahme und Verwahrung, die Sicherung, Erhaltung und Instandsetzung, Erschließung, Erfassung und Nutzbarmachung jener Schriftgutbestände zuständig, die in österreichischen Zentralbehörden (sämtliche Ministerien, zentrale Bundesdienststellen sowie nachgeordnete Dienststellen) seit 1918 produziert wurden.
Seit der Einführung des elektronischen Aktes (ELAKimBUND) in der österreichischen Bundesverwaltung (flächendeckend für alle Bundesdienststellen seit 2004) obliegt dem Archiv der Republik auch die Umsetzung der digitalen Archivierung dieses Schriftgutes. Ab 2007 wurde intensiv an einer passenden Lösung zur langfristigen Erhaltung des „digital born“-Aktes gearbeitet. Die Inbetriebnahme des Digitalen Archivs Österreich erfolgte 2012.

### Allgemeines Verwaltungsarchiv
Das Allgemeine Verwaltungsarchiv verwahrt das Schriftgut der für die innere Verwaltung der Habsburgermonarchie zuständigen Zentralbehörden ab dem 16. Jahrhundert, insgesamt 12.700 Laufmeter, eine bedeutende Karten- und Plansammlung und ca. 5.000 Urkunden. In seinen Ursprüngen geht das Allgemeine Verwaltungsarchiv auf die erstmalige Zusammenfassung der Altregistraturen der Hofkanzleien bei Gründung des „Directorium in publicis et cameralibus“ 1749 zurück.
Die Archivbestände des Allgemeinen Verwaltungsarchivs wurden durch den Justizpalastbrand im Juli 1927 erheblich dezimiert.
Die Archivalien, die in dieser Abteilung verwahrt werden, sind in 10 thematische Gruppen (=Bestandsgruppen) aufgeteilt, welche ihrerseits wiederum Akten verschiedener Zentralstellen beinhalten:
1. Bestandsgruppe Inneres: Hofkanzlei, Ministerium des Innern, Polizeibehörden, Ministerrat, Niederösterreichisches Landrecht, Stadterweiterungsfonds
2. Bestandsgruppe Justiz: Oberste Justizstelle, Justizministerium, Staatsanwaltschaften, Landesgericht Linz, Reichsgericht, Verwaltungsgerichtshof
3. Bestandsgruppe Unterricht und Cultus: Studienhofkommission, Unterrichtsministerium, Alter und Neuer Cultus
4. Bestandsgruppe Handel: Handelsministerium, Post, Ministerium der Öffentlichen Arbeiten, Ministerium für Öffentliche Arbeiten, Marineministerium, Patentamt
5. Bestandsgruppe Landwirtschaft: Ackerbauministerium, Agrarische Operationen, Forst- und Dömänendirektion Wien, Forstlehranstalt Mariabrunn, Lehramtsprüfungs-Kommission, Landwirtschaftsgesellschaft
6. Bestandsgruppe Verkehr: Vereinigte Hofkanzlei, Allgemeine Hofkammer, Ministerium für öffentliche Arbeiten, Ministerium für Handel, Gewerbe und öff. Bauten, Finanzministerium, Ministerium für Handel und Volkswirtschaft, Handelsministerium, Generalinspektion der österreichischen Eisenbahnen, Eisenbahnministerium, Eisenbahnbaudirektion, staatliche Eisenbahnverwaltungen, private Eisenbahngesellschaften
7. Bestandsgruppe Familienarchive und Nachlässe
8. Bestandsgruppe Adel: Reichsadelsakten, Hofadelsakten[9], Stammbäume
9. Bestandsgruppe Audio-Visuelle Sammlung: Politik und öffentliches Leben seit 1945, Österreichische Landschaften und Bauwerke, Brauchtum, Geschichte, Wissenschaft, Technik, Medizin, Wirtschaft, Kunst, Kultur und Sport
10. Bestandsgruppe Plan- und Plakatesammlung: Sammlung von Plänen aus folgenden, Fonds: Hofbauamt, Hofkanzlei, Generalbaudirektion, niederösterreichische Civilbaudirektion, Bausektion des Ministeriums des Innern, Bausektion des Handelsministeriums, Ministerium für Öffentliche Arbeiten, Landesbaudirektionen, Wasserstraßenbaudirektion, Dikasterialgebäudeverwaltung, Ackerbauministerium, Ministerium für Kultus und Unterricht, Studienhofkommission, Stiftungshofbuchhaltung, Justizministerium, Stadterweiterungsfonds

### Kriegsarchiv
Der Beginn eines geordneten Militärarchivwesens in der Habsburgermonarchie ist mit dem Jahre 1711 anzusetzen, als Kaiser Joseph I. die Schaffung einer Archivarsstelle beim Hofkriegsrat, der obersten Zentralbehörde für das habsburgische Kriegswesen, anordnete. Bereits in der ersten Hälfte des 18. Jahrhunderts entwickelte sich dieses hofkriegsrätliche Kanzleiarchiv allmählich zu einer Art militärischem Zentralarchiv, zumal 1776 durch die Verschmelzung der hofkriegsrätlichen Plansammlung mit dem Geniearchiv das Kanzleiarchiv auch in Bezug auf kartografisches Material zu einer zentralen Anlaufstelle wurde. Zusätzlich galt es aber auch, aus vergangenen Feldzügen Lehren für die Gegenwart und Zukunft zu ziehen. Vor diesem Hintergrund ordnete Kaiser Joseph II. 1779 die aktenmäßige Bearbeitung der Feldzüge seit 1740 an. Diesen Zugang zur Kriegsgeschichte beabsichtigte auch Erzherzog Karl weiterzuführen, indem er 1801 die Schaffung des k. k. Kriegsarchivs veranlasste. Dieses hatte seinem Gründungsauftrag entsprechend Akten- und Kartenmaterial zu sammeln, aber auch wissenschaftlich-publizistisch auszuwerten.
Das k. k. (ab 1889 k. u. k.) Kriegsarchiv bestand zunächst aus einer Schriftenabteilung, einem Karten-Archiv, der Bibliothek und einer Abteilung für kriegsgeschichtliche Arbeiten. Bis zum Ende des 19. Jahrhunderts hatte das Kriegsarchiv den Großteil des bis dahin noch andernorts verwahrten militärischen Schriftguts an sich gezogen. Während des Ersten Weltkriegs hatte das Kriegsarchiv mit der Übernahme von Massenschriftgut von der Front erheblich mehr an Aufgaben zu erledigen, wofür der Personalstand des Archivs wesentlich erhöht werden musste. Nach Kriegsende 1918 wurde das Kriegsarchiv zu einer zivilen Institution, der nach dem Zerfall der Monarchie massenhaft neues Aktenmaterial aufgelöster Dienststellen und bisher eigenständiger Archive zufiel. Während des Zweiten Weltkriegs war das Kriegsarchiv als Heeresarchiv Wien ein Teil der deutschen Heeresarchivorganisation unter dem Oberkommando der Wehrmacht. Nach beträchtlichen Verlusten infolge des Krieges wurde das Kriegsarchiv 1945 zu einer Abteilung des neu geschaffenen Österreichischen Staatsarchivs. In den Jahren 1991–1993 übersiedelte das seit 1905 in der Stiftskaserne im 7. Wiener Gemeindebezirk untergebrachte Kriegsarchiv in das Zentralarchivgebäude in Wien III.
Das Kriegsarchiv umfasst etwa 180.000 Aktenkartons und 60.000 Geschäftsbücher auf circa 50 Regalfachkilometern und ist damit das mit Abstand bedeutendste Militärarchiv Mitteleuropas. Seine Kartensammlung mit über 600.000 Karten und Plänen ist die größte Österreichs. Hinzu kommt eine Sammlung von etwa 400.000 Bildern. Die ehemalige Bibliothek des Kriegsarchivs zählt zu den umfangreichsten Sammlungen älterer militärhistorischer Fachliteratur.
Die in 22 Bestandsgruppen zusammengefassten Bestände des Kriegsarchivs, in deren Struktur sich diese beiden grundverschiedenen Archivtraditionen bis heute widerspiegeln, lassen sich grob in fünf große Blöcke gliedern:
1. Personalunterlagen zu Offizieren, Unteroffizieren, Mannschaften und Beamten der bewaffneten Macht von etwa 1740 bis 1918; Belohnungsakten (1789–1958), also Unterlagen zu militärischen Auszeichnungen, denen das Archiv des Militär-Maria-Theresien-Ordens angeschlossen ist.
2. Feldakten mit Material zu den Operationen der kaiserlichen bzw. k.k. Feldarmeen vom 16. Jahrhundert bis 1882 (Alte Feldakten und Armeeakten) sowie zum Weltkrieg 1914–1918 (Armeeoberkommando, Neue Feldakten).
3. Allerhöchster Oberbefehl, Zentral-, Mittel- und Territorialbehörden. Diese Gruppe bündelt das Schriftgut von wichtigen Institutionen in der Umgebung des Kaisers (besonders der Militärkanzlei, der Generaladjutantur und des Generalstabes), der militärischen Zentralstellen (Hofkriegsrat 1557–1848, Kriegsministerium 1848–1918, Ministerium für Landesverteidigung 1868–1918) und einer Reihe anderer Behörden, Anstalten und Territorialkommanden wie zum Beispiel des Invalidenamtes, des Apostolischen Feldvikariats, der obersten Genie- und Artilleriebehörden, der Militärerziehungs- und Bildungsanstalten, der Militärinvalidenhäuser und einzelner General- und Militärkommanden in den Ländern.
4. Kriegsmarine und Luftfahrtruppe (19.–20. Jahrhundert)
5. Sammlungen, worunter insbesondere die Karten- und Plansammlung, die Bildersammlung, die Manuskripte und eine sehr bedeutende Kollektion militärischer Schriftennachlässe zu nennen sind.

Das Kriegsarchiv, seit 1945 Teil des Staatsarchivs, ist heute ein „historisches Archiv“. Das hier verwahrte Behördenschriftgut endet im Wesentlichen mit dem Zerfall der österreichisch-ungarischen Monarchie am Ende des Ersten Weltkrieges (1918). Die Sammlungen des Kriegsarchivs erhalten dagegen laufend Zuwachs.
Direktoren
- Maximilian von Hoen 1919–1925
- Edmund Glaise-Horstenau 1925–1938
- Rudolf Kiszling 1938–1945 (Heeresarchiv)
- Erich Hillbrand 1989–1992
- Christoph Tepperberg 2001–2019

### Finanz- und Hofkammerarchiv

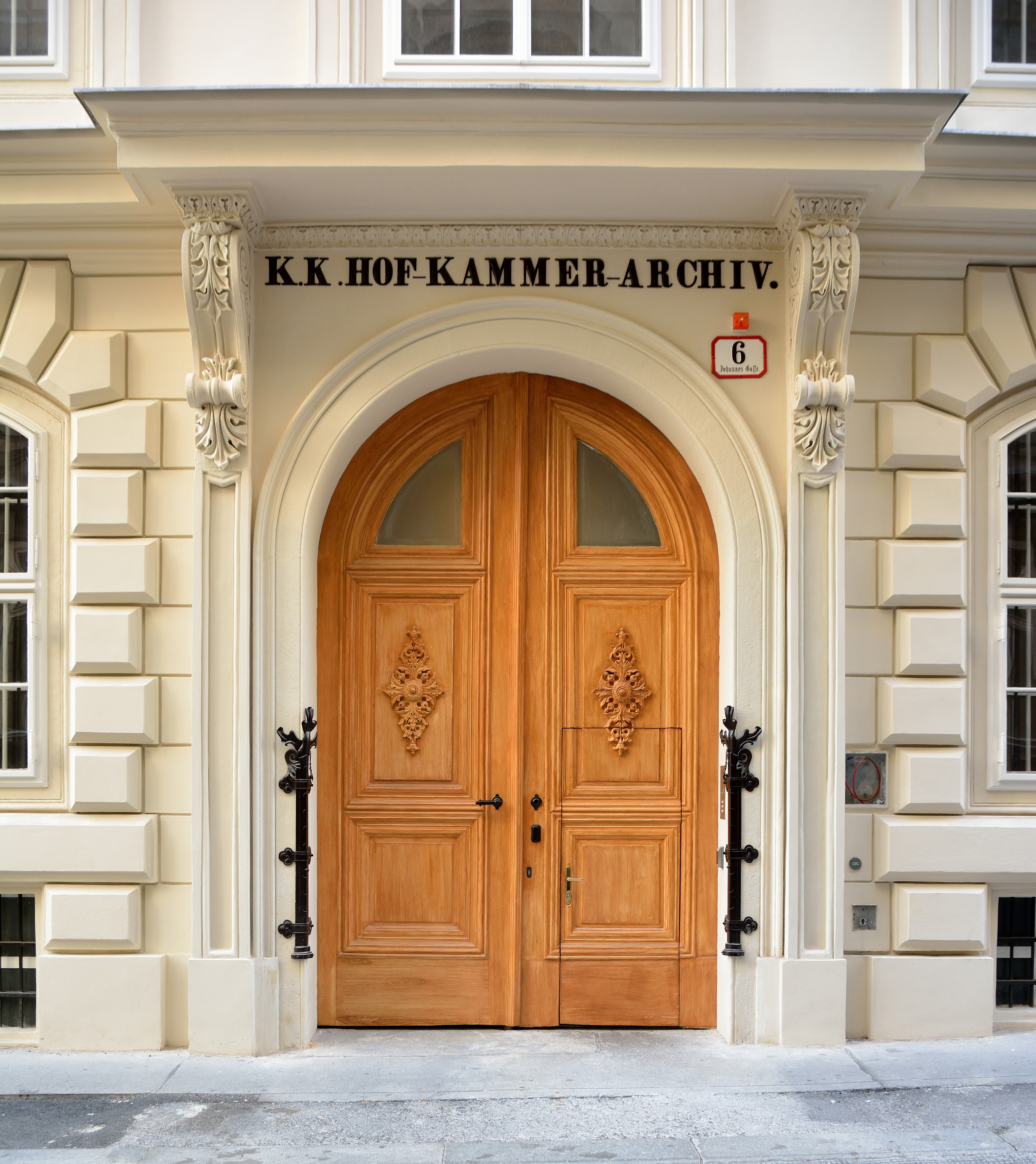
Eingang zum Hofkammerarchiv in der Johannesgasse

Das Finanz- und Hofkammerarchiv entstand, als 1945 die bisher getrennt geführten Bestände des Hofkammerarchivs und des Finanzarchivs zusammengeführt wurden. Die 1527 gegründete Hofkammer war die zentrale Finanzbehörde der Habsburgermonarchie. 1848 übernahm das neu gegründete Finanzministerium seine Aufgaben. Das Archiv enthält Finanzunterlagen, die vor allem für Historiker wichtig sind. Im historischen Archivbau in der Johannesgasse ist noch das Direktionszimmer von Franz Grillparzer erhalten, der hier von 1832 bis 1856 als Direktor wirkte. Mit 1. Dezember 2006 wurde die Abteilung Finanz- und Hofkammerarchiv dem Allgemeinen Verwaltungsarchiv eingegliedert. Der Großteil des Archivgutes wurde in das Zentralarchivgebäude in die Nottendorfergasse übersiedelt.

### Haus-, Hof- und Staatsarchiv

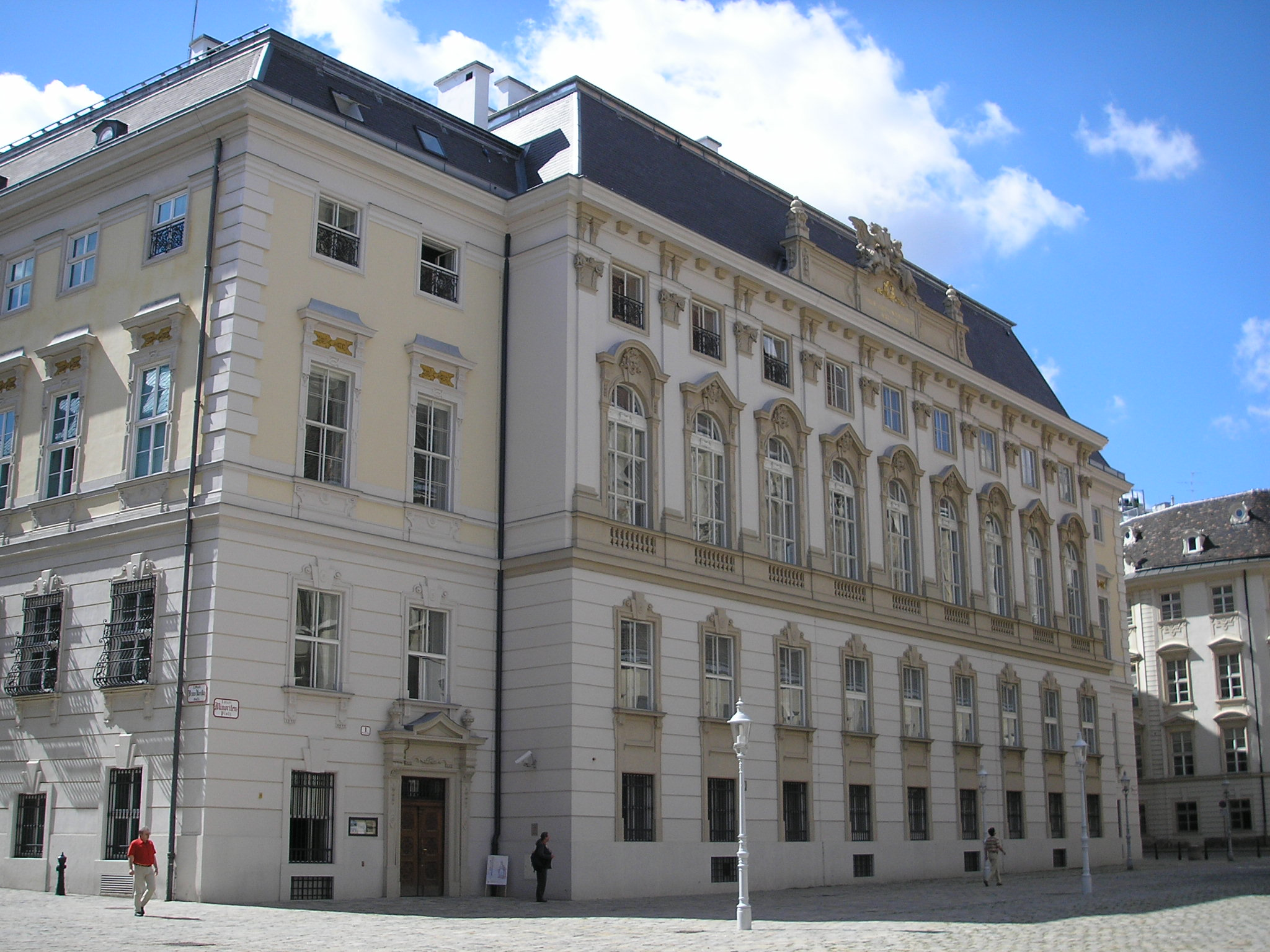
Das Haus-, Hof- und Staatsarchiv am Minoritenplatz

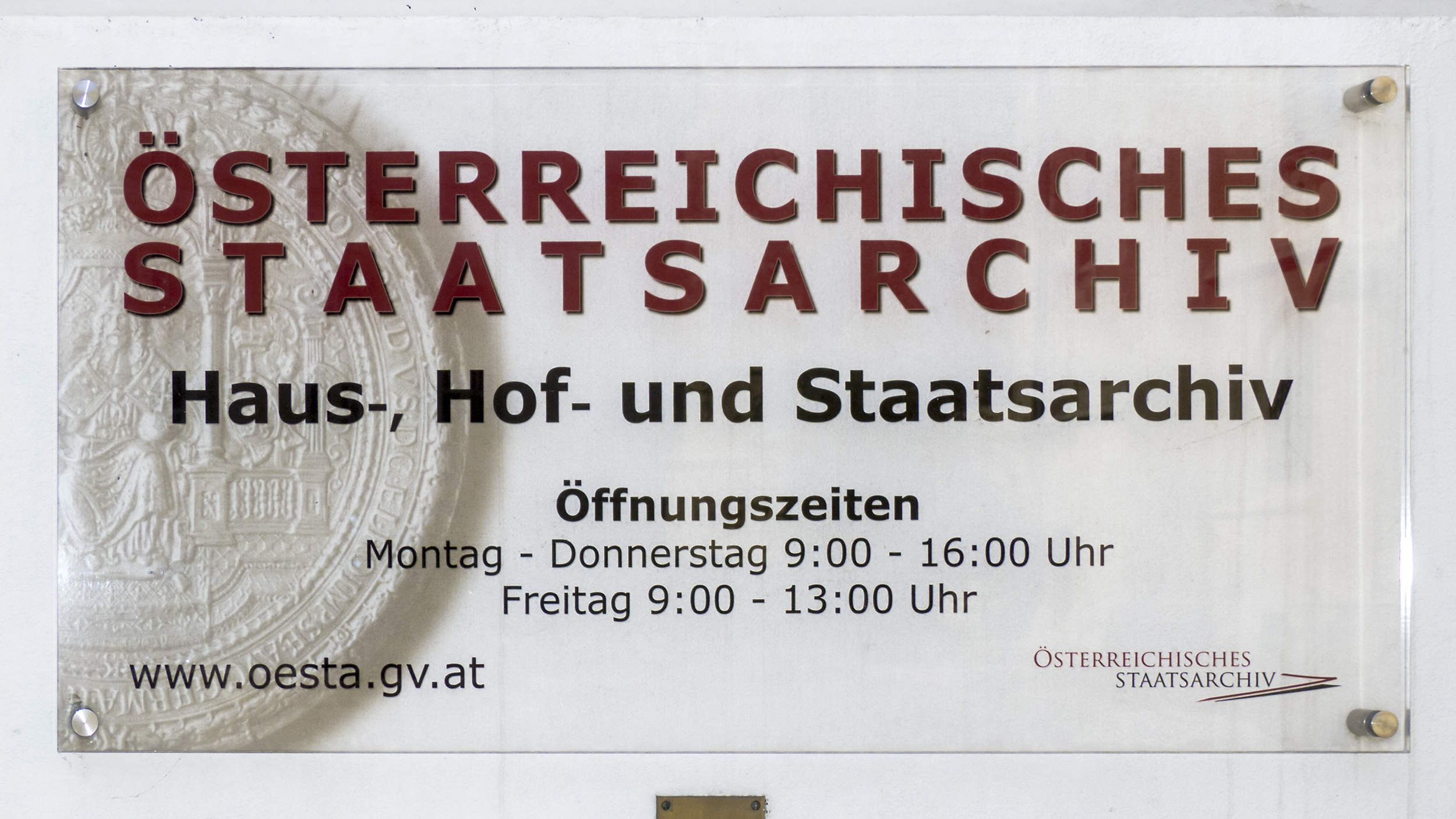
Tafel am Staatsarchiv

Das Haus-, Hof- und Staatsarchiv, Minoritenplatz 1, wurde 1749 von Maria Theresia (1740–1780) als zentrales Archiv des Hauses Habsburg gegründet. Durch die Schaffung eines wohlgeordneten Urkundendepots, das die bis dahin auf mehrere Standorte verstreuten wichtigen Haus- und Staatsdokumente in Wien vereinigte, sollte sichergestellt werden, dass die Rechts- und Herrschaftstitel der Dynastie künftig bei Bedarf rasch greifbar waren. Mit dieser Aufgabe wurde der Rat Theodor Anton Taulow von Rosenthal betraut.
Als Archivräume dienten zunächst einige Zimmer im Erdgeschoß des Reichskanzleitrakts der Hofburg, unmittelbar am Torweg vom Michaelerplatz zum inneren Burgplatz, wo für die nächsten eineinhalb Jahrhunderte auch der Hauptsitz des Archivs blieb. Bald wurde entschieden, dass das Archiv seinem Inhalt gemäß der für die Außenpolitik und die Angelegenheiten des Herrscherhauses zuständigen Zentralbehörde, also der Staatskanzlei, unterstellt werden sollte. Mittels Handschreiben ernannte Maria Theresia 1762 Staatskanzler Wenzel von Kaunitz zum obersten Archivleiter. Erst Jahrzehnte später, im beginnenden 19. Jahrhundert, wurde die eigene Aktenregistratur der Staatskanzlei zugunsten des Hausarchivs aufgelassen und fortan das gesamte diplomatische Aktenmaterial der „Haus-, Hof- und Staatskanzlei“ im nunmehr als „Haus-, Hof- und Staatsarchiv“ bezeichneten Archiv hinterlegt. Nach dem Ende des Heiligen Römischen Reiches Deutscher Nation 1806 wurden die verwaisten Registraturen der obersten Reichsbehörden vom Haus-, Hof- und Staatsarchiv übernommen; einsetzend mit dem späten 19. Jahrhundert erfolgten auch seitens des kaiserlichen Kabinetts und der Hofbehörden kontinuierliche Aktenabtretungen. Unter Kaiser Franz Joseph I. entschloss man sich angesichts der immer größer werdenden Raumnot infolge des starken Anwachsens der Aktenmengen zu einem Archivneubau am Wiener Minoritenplatz, wo sich das Haus-, Hof- und Staatsarchiv bis heute befindet.
Mit dem Ende der Donaumonarchie 1918 fiel auch der vormals so betonte geheime, ausschließlich den Staatsinteressen dienende Charakter des Haus-, Hof- und Staatsarchivs zugunsten einer allgemeinen Öffnung für die Geschichtsforschenden aus aller Welt. In der Ersten Republik Österreich war das Archiv dem Staatsamt/Bundesministerium für Äußeres, ab 1923 dem für Äußeres zuständigen Bundeskanzleramt unterstellt, 1938 wurde es in das zentrale, aus der Zusammenfassung der Archive der Wiener Zentralbehörden gebildete „Reichsarchiv Wien“ eingegliedert. Diese zentralistische Struktur wurde 1945 von der Zweiten Republik übernommen; das Haus-, Hof- und Staatsarchiv ist seither Teil des Österreichischen Staatsarchivs, welches dem Bundeskanzleramt untersteht.

#### Bestände
Inhaltliche Schwerpunkte der heute in 11 Bestandsgruppen gegliederten Bestände des Haus-, Hof- und Staatsarchivs sind:
- die Geschichte des Hauses Habsburg
- die Tätigkeit der obersten Hofämter und des kaiserlichen Kabinetts
- Diplomatie und Außenpolitik der Donaumonarchie
- oberste Verwaltung und Rechtsprechung im Heiligen Römischen Reich Deutscher Nation, dessen Kaiserwürde die Habsburger jahrhundertelang fast ohne Unterbrechung bis zur Auflösung des Reichsverbandes 1806 innehatten, darunter die Archive des kaiserlichen Reichshofrates.[14]

Zu nennen sind weiters im Haus-, Hof- und Staatsarchiv deponierte Herrschafts- und Familienarchive, Nachlässe, eine Handschriftensammlung, eine Sammlung von Siegelabgüssen und -stempeln sowie eine Plan- und Kartensammlung.
Glanzstück unter den „Sammlungen“ der Archivabteilung ist aber fraglos die aus verschiedenen Provenienzen gebildete Urkundensammlung.
Insgesamt verwahrt die in einem 1899–1902 erbauten denkmalgeschützten Archivzweckbau am Wiener Minoritenplatz untergebrachte Abteilung Haus-, Hof- und Staatsarchiv auf 16.000 Laufmetern 130.000 Geschäftsbücher und Aktenkartons, 75.000 Urkunden, 15.000 Karten und Pläne und etwa 3000 Handschriften.
Das älteste Stück ist eine Urkunde, die Kaiser Ludwig der Fromme im Jahr 816 ausgestellt hat. Den zeitlichen Endpunkt setzt das Jahr 1918. Das Haus-, Hof- und Staatsarchiv gehört damit zu den „historischen“ Abteilungen des Österreichischen Staatsarchivs, die keinen Zuwachs mehr durch Schriftgutablieferungen aus österreichischen Bundesministerien erhalten.
Der große Stellenwert des Haus-, Hof- und Staatsarchivs für die internationale Forschung beruht auf dem weiten geographischen Einzugsbereich und der Vielfalt seiner Bestände. Durch die territoriale Ausdehnung der habsburgischen Herrschaft ab dem 15. Jahrhundert und die buchstäblich weltumspannenden Beziehungen der Dynastie umfasst das hier verwahrte Archivgut praktisch alle Kontinente.
Neben dem „klassischen“ Zugang der Diplomatie- und politischen Geschichte bietet das Archiv auch einer sozial- und kulturgeschichtlich orientierten Forschung reiches Material.

#### Direktoren (und leitende Bedienstete)

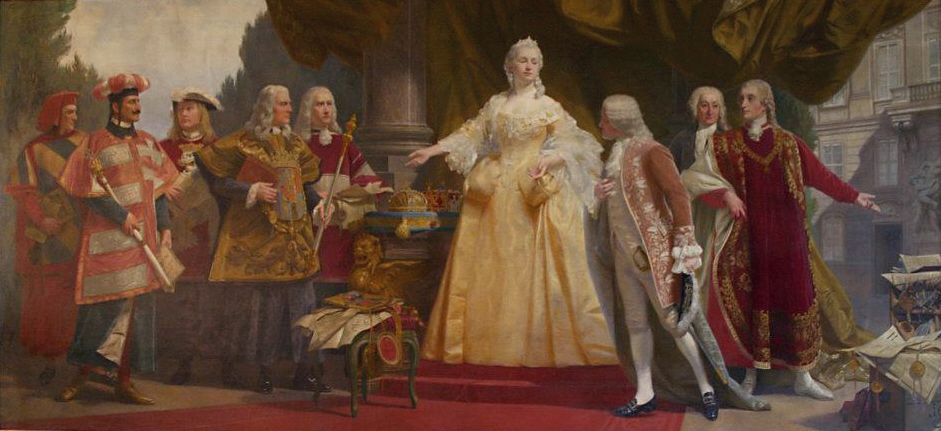
Gemälde von Carl Johann Peyfuss zur Gründung des Archivs im Jahr 1749: In der Mitte Kaiserin Maria Theresia, links die Herolde von Österreich, des römisch-deutschen Reichs, Böhmens, Ungarns und Burgunds; rechts der erste Hausarchivar Theodor Taulow von Rosenthal, Johann Christoph Freiherr von Bartenstein und Staatskanzler Wenzel Anton Graf (Fürst) von Kaunitz-Rietberg

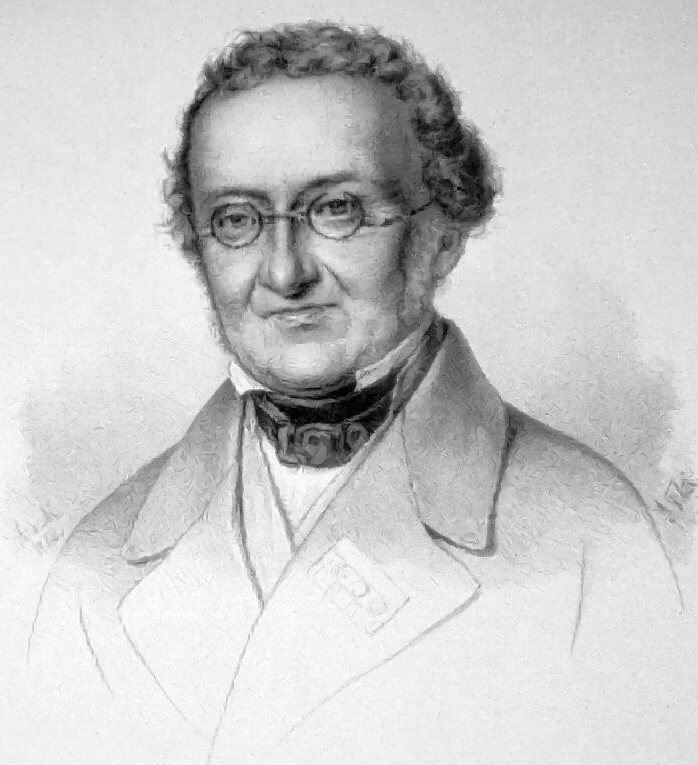
Josef Freiherr von Hormayr, Lithographie von Ignaz Fertig, um 1850

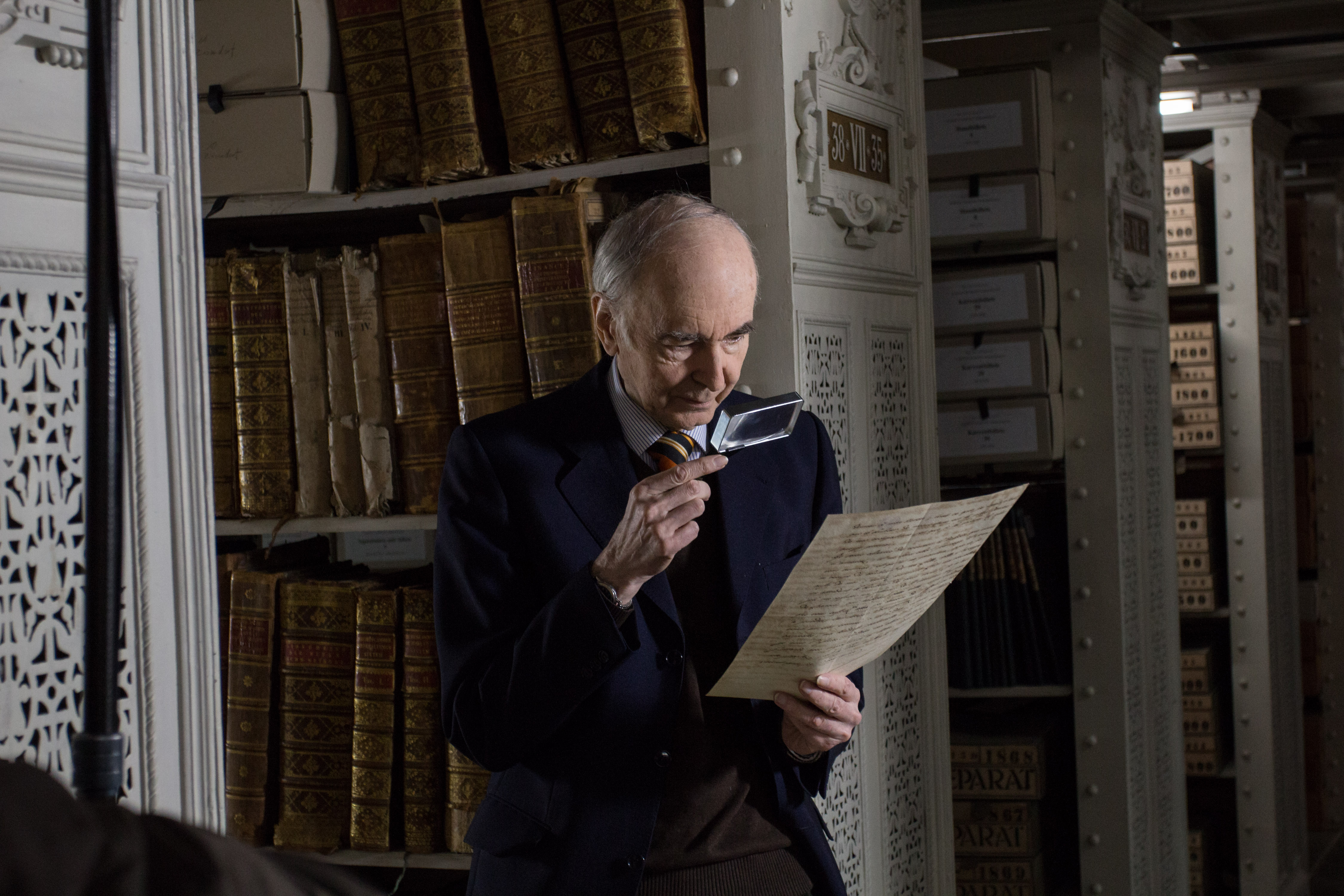
Leopold Auer, Direktor von 1999 bis 2008, im Speicherbereich des Haus-, Hof- und Staatsarchivs

- 1749–1779: Theodor Taulow von Rosenthal (Erster „Hausarchivar“ – Nominelle Oberleitung 1753–1761: Johann Christoph Freiherr von Bartenstein, ab 1762: Wenzel Anton Graf (Fürst) von Kaunitz-Rietberg)
- 1780–1794: Michael Ignaz Schmidt
- 1794–1802: Karl Freiherr von Daiser (1794–1801: Oberaufsicht über das Hausarchiv als Archivreferent der Staatskanzlei, 1802–1808: Direktor)
- 1802–1813: Joseph Freiherr von Hormayr (1802–1808: Oberaufsicht über das Hausarchiv als Archivreferent der Staatskanzlei, 1808–1813 Direktor – er prägte die Bezeichnung HHStA)
- 1813– 1816: Josef Freiherr von Swietetzky (provisorischer Leiter des Hausarchivs als Hofrat der Staatskanzlei)
- 1816–1827: Franz Karl Ludwig Radermacher
- 1827–1838: Josef Knechtl (provisorischer Leiter als Erster Archivar, 1834–1838: Direktor)
- 1838–1843: Ignaz Freiherr von Reinhart zu Thurnfels und Ferklehen (1838–1840: provisorischer Leiter, 1840–1843: Direktor)
- 1843–1846: Joseph Chmel (provisorischer Leiter)
- 1846–1849: Klemens Wenzel Freiherr von Hügel
- 1849–1868: Franz Ritter von Erb
- 1868–1897: Alfred Ritter von Arneth
- 1897–1909: Gustav Winter
- 1909–1913: Arpád von Károly
- 1913–1919: Hans Schütter
- 1918/1919: provisorische Leitung des Archivs durch Ludo Moritz Hartmann und Oswald Redlich als Archivbevollmächtigte des deutsch-österreichischen Staatsrates bzw. der Republik Deutsch-Österreich
- 1919–1925: Oskar von Mitis
- 1926–1940: Ludwig Bittner, 1940 Direktor des Reichsarchivs Wien
- 1940–1944: Lothar Groß, stellvertretender Direktor des Reichsarchivs Wien
- 1944–1946: Josef Karl Mayr, 1944–1945 stellvertretender Direktor des Reichsarchivs Wien, 1945 provisorischer Leiter des Reichsarchivs Wien
- 1946–1947: Jakob Seidl, 1947–1951 Direktor des Allgemeinen Verwaltungsarchivs
- 1947–1951: Leo Santifaller
- 1951–1956: Gebhard Rath
- 1956–1975: Richard Blaas
- 1976–1978: Anna Coreth
- 1978–1986: Anna Hedwig Benna
- 1987–1991: Gerhard Rill
- 1991–1998: Gottfried Mraz, zugleich Direktor des Finanz- und Hofkammerarchivs
- 1998–1999: Franz Dirnberger, provisorischer Leiter[15]
- 1999–2008: Leopold Auer
- seit 2009: Thomas Just[16]

## Generaldirektoren des Österreichischen Staatsarchivs
- 1945–1955 Leo Santifaller (1890–1974)
- 1955 Oskar Regele (1890–1969), interimistischer Leiter
- 1956–1967 Gebhard Rath (1902–1979)
- 1968–1972 Hanns Leo Mikoletzky (1907–1978)
- 1973–1975 Walter Goldinger (1910–1990)
- 1976–1978 Richard Blaas (1913–2004)
- 1979–1986 Rudolf Neck (1921–1999)
- 1987–1993 Kurt Peball (1928–2009)
- 1994–2011 Lorenz Mikoletzky (geboren 1945)
- 2012–05/2019 Wolfgang Maderthaner (geboren 1954)
- 06/2019–10/2019 Manfred Fink (geboren 1955), interimistischer Leiter
- seit 11/2019 Helmut Wohnout (geboren 1964)[17]

## Bekannte Mitarbeiter des Österreichischen Staatsarchivs
- Joseph Knechtl (1771–1838), Archivar 1806–1834, Direktor 1834–1838[18]
- Johann Baptist Schels (1780–1847), Leiter der Bibliothek des Kriegsarchives und Mitarbeiter am Kriegsarchiv
- Ludwig Bittner (1877–1945), Archivar 1904–1945[19]
- Edmund Glaise-Horstenau (1882–1946), Mitarbeiter am Kriegsarchiv
- Lothar Gross (1887–1944), Direktor des Haus-, Hof- und Staatsarchivs
- Leo Santifaller (1890–1974), Generaldirektor 1945–1955
- Theophila Wassilko (1893–1973), Oberstaatsarchivarin und stellvertretende Leiterin des Gesamtarchivs 1956–1959
- Gebhard Rath (1902–1979), Generaldirektor 1956–1968[20]
- Hanns Leo Mikoletzky (1907–1978), Generaldirektor 1968–1972[21]
- Heinz Grill (1909–1983), Archivar (1946–1951)
- Walter Goldinger (1910–1990), Generaldirektor 1973[22]
- Anna Coreth (1915–2008), Direktorin des Haus-, Hof- und Staatsarchivs[23]
- Rudolf Neck (1921–1999), Generaldirektor 1979–1986
- Erika Weinzierl (1925–2014), Archivarin am Haus-, Hof- und Staatsarchiv 1948–1964
- Kurt Peball (1928–2009), Generaldirektor 1987–1993[24]
- Clemens Höslinger (* 1933), Bibliothekar von 1959 bis 1993
- Gottfried Mraz (1935–2010), Direktor des Finanz- und Hofkammerarchivs 1986–1998, Leiter des Haus-, Hof- und Staatsarchivs 1991–1998
- Rainer Egger (1935–2009), Direktor des Kriegsarchivs 1992–2000
- Leopold Auer (1944–2024), Direktor des Haus-, Hof- und Staatsarchivs 1999–2008[25]
- Lorenz Mikoletzky (* 1945), Generaldirektor 1994–2011[26]
- Michael Göbl (* 1954), Archivar (1977–2019) und Heraldiker
- Hubert Steiner (* 1957), Leiter des Referats für Finanzen, Vermögensentzug und Restitution im Archiv der Republik[27][28]
- Wolfgang Maderthaner (* 1954), Generaldirektor April 2012 – Mai 2019[29]
- Manfred Fink, Generaldirektor (interimistisch) 2019, Direktor der Abteilung Archiv der Republik[30]
- Helmut Wohnout (* 1964), Generaldirektor ab 1. November 2019[1]
- Franz Stanglica (* 1907 + 1946)

## Restaurierwerkstätte
Die Restaurierwerkstätte des ÖStA gehört, neben denen der Nationalbibliothek und des Bundesdenkmalamtes zu den wichtigsten Restaurierungsstätten für Papier, Pergament, Siegel und Buchbinderei in Österreich.

## Veröffentlichungen
Das Österreichische Staatsarchiv gibt die Zeitschrift Mitteilungen des Österreichischen Staatsarchiv (MÖStA) heraus, die seit 1948 in Jahresbänden erscheint. Darüber hinaus werden Archivinventare, Ergänzungsbände zu den Mitteilungen und Ausstellungskataloge publiziert. Die Publikationen des Österreichischen Staatsarchivs sind auch digital abrufbar.